# Robert I d'Escòcia
Robert I d'Escòcia (gaèlic escocès: Raibeart Bruis, anglonormand: Robert de Brus o Robert de Bruys, 11 de juliol de 1274 – 7 de juny de 1329) fou rei d'Escòcia, d'ascendència normanda (la seva família era originària de Brieux, però es barrejaren amb gaèlics), fundador de la Casa de Bruce.
El 1291, en qualitat de lord d'Annandale i fill de la segona filla de David I d'Escòcia i net d'Alexandre III, va presentar la seva candidatura al tron escocès davant Eduard I d'Anglaterra, però aquest va preferir Joan Balliol. Quan el 1296 el rei anglès envaí Escòcia l'obligà a signar, juntament amb altres nobles, un tractat de submissió anomenat la nòmina dels drapaires. El 1297 donà suport la revolta de William Wallace, però després de la desfeta escocesa en la batalla de Falkirk l'abandonà el 1302 quan es va unir al Consell de Regència dirigit per John Comyn "el Roig", senyor de Badenoch i nebot de Joan Balliol, i el 1304 es va sotmetre a Eduard I d'Anglaterra, que el 1306 el va nomenar confident reial.
Tanmateix, aprofità el càrrec per a organitzar una conjura d'aristòcrates, conxorxat amb el bisbe de Saint Andrews, William Lamberton, per tal de proclamar-se rei. Farà assassinar John Comyn a Dunfries, cridà a la revolta i marxà cap a Glasgow, de manera que el 25 de març del 1306 serà coronat rei a Scone. Se li uniran molts nobles, però Eduard I el declarà rebel i traïdor i el papa Climent V el va excomunicar. El juny de 1306 fou vençut a Methuen i haurà de fugir a Irlanda.
Pel maig del 1307 tornà a Escòcia i vencé dos cops els lloctinents anglesos a Loundon Hill (Lanark). El juliol moriria Eduard I a Burgon Sands, i el seu fill Eduard II abandonà la lluita, cosa que li facilitaria el camí cap al tron. El 1310 expulsarà del país els membres de les famílies Balliol i Comyn, i tant els nobles com els clergues reconegueren la seva autoritat. Va fer corregudes pel nord d'Anglaterra, va desfer una invasió anglesa el 1311 i cap al 1314 recuperà Stirling, Roxburgh i Edimburg. L'èxit fou complet després de la desfeta de l'exèrcit anglès en la batalla de Bannockburn el 24 de juny del 1314, des d'aleshores diada nacional escocesa. El 1315, per tal de distraure l'atenció dels anglesos, envià Edward Bruce a Irlanda, on intentà proclamar-se rei, i James Douglas a la costa anglesa. El 1318 repetiren la victòria a Berwick, cosa que els permeté atacar Preston i Pontefraid, en territori anglès.
El 1320 els barons escocesos enviaren al papa Joan XXII la declaració d'Arbroath, per la qual proclamaven el dret a gaudir d'un estat sobirà, la qual cosa equival a una declaració d'independència. El 1322 derrotaren definitivament les tropes angleses i el 1328 els obligaren a signar el tractat de Northampton, pel qual reconeixien la independència d'Escòcia. No va aconseguir que els anglesos li retornessin la pedra de Scone, tot i que els la reclamà.
Robert I Bruce va regnar fins a la seva mort, el 1329. Reorganitzà l'exèrcit, creà un nou sistema administratiu, fundà una nova aristocràcia sobre les noves terres adquirides als enemics, i el 1326 concedí als burgs representació plena al Parlament escocès, on la presència de cavallers i propietaris petits era important.